# Craig Wighton
Craig Wighton est un footballeur écossais, né le 27 juillet 1997 à Dundee, Écosse. Évoluant au poste d'attaquant, il joue en Scottish Premiership à Dunfermline Athletic.

## Biographie

### En club
Il inscrit deux buts en première division écossaise lors de la saison 2015-2016.
Le 30 août 2018, il rejoint Hearts.

### En équipe nationale
Avec les moins de 17 ans, il participe au championnat d'Europe des moins de 17 ans 2014 organisé à Malte. Lors de cette compétition, il inscrit un but contre la Suisse. Les Écossais atteignent les demi-finales de cette compétition, en étant battus par les joueurs néerlandais.
En 2017, il participe au Festival International Espoirs en 2017 avec l'équipe de France. Il inscrit notamment un but.

## Palmarès
- Dundee FC :
  - Champion d'Écosse de D2 en 2014

- Heart of Midlothian :
  - Champion d'Écosse de D2 en 2021.

- Dunfermline Athletic
  - Champion d'Écosse de D3 en 2023.